# Friedrich Moritz Hartogs
Friedrich Moritz Hartogs, dit Fritz Hartogs (né le 20 mai 1874 à Bruxelles, décédé le 18 août 1943 à Munich), est un mathématicien allemand connu pour ses importantes contributions à la théorie des fonctions de plusieurs variables complexes (voir lemme de Hartogs et théorème de Hartogs (en)). On lui doit également, en théorie des ensembles, un résultat sur les ensembles bien ordonnés (voir ordinal de Hartogs).
En butte, en tant que juif, aux persécutions nazies, isolé de son milieu professionnel et de ses amis, il choisit de divorcer pour protéger sa famille (sa femme n'était pas juive) et finit par se suicider.